# Paternosteraufzug
Ein Paternosteraufzug, kurz Paternoster, technisch Personen-Umlaufaufzug, ist eine Sonderform einer Aufzugsanlage zur Personenbeförderung.

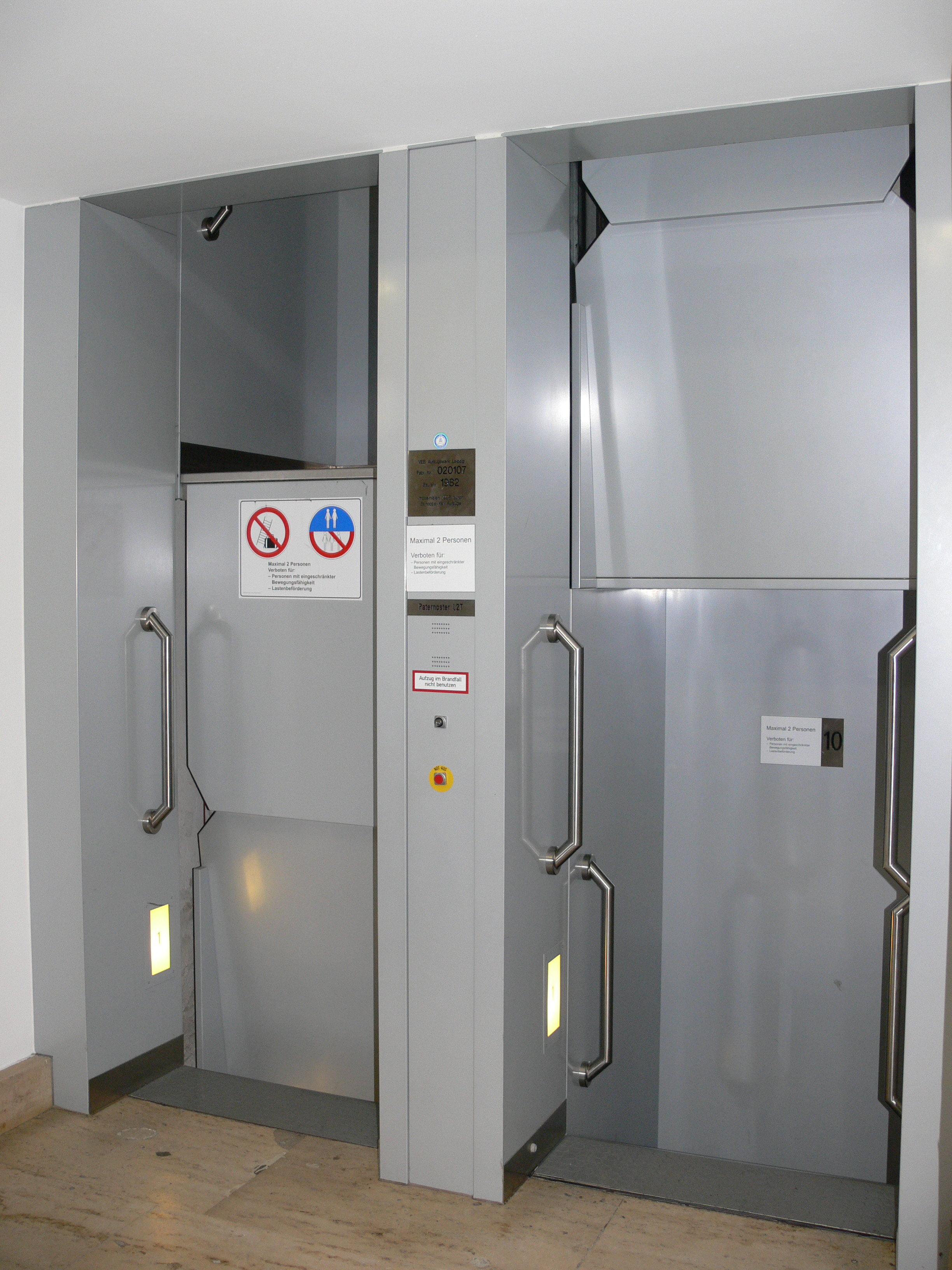
Paternoster im Detlev-Rohwedder-Haus in Berlin

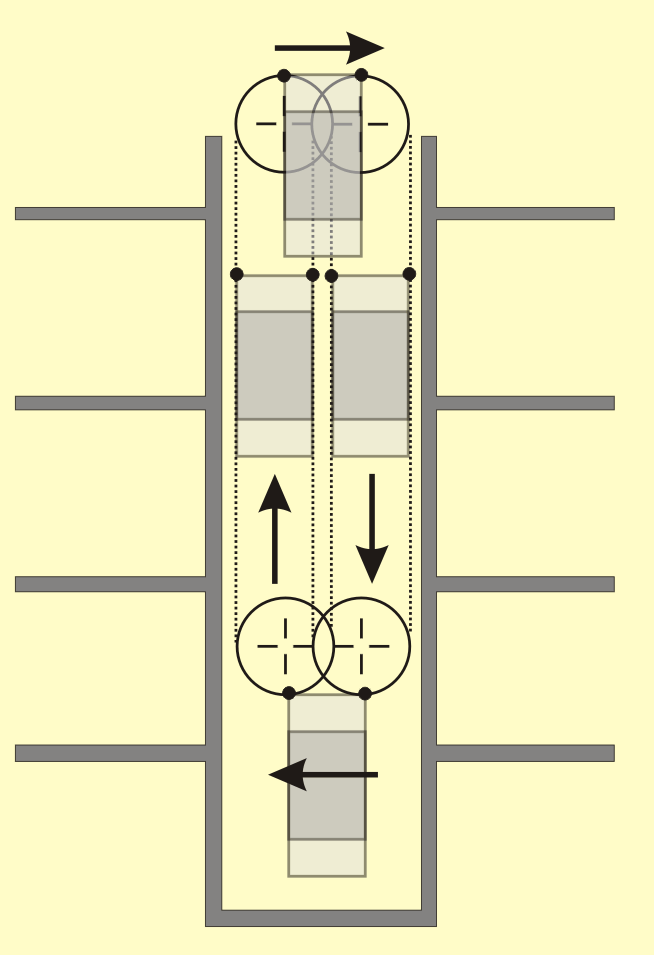
Schematische Darstellung des Funktionsprinzips

Schematische Darstellung, animiert

Beim Paternosteraufzug verkehren mehrere, an zwei parallel zueinander angeordneten Umlauf-Ketten hängend befestigte Einzelkabinen (üblicherweise für ein bis zwei Personen je Kabine) im ständigen Umlaufbetrieb. Die Kabinen werden am oberen und unteren Wendepunkt über große Scheiben in den jeweils anderen Aufzugsschacht umgesetzt. Die Beförderung von Personen beim Wendevorgang ist gefahrlos. Die Beförderungsgeschwindigkeit beträgt ca. 0,20 bis 0,45 Meter pro Sekunde.

## Geschichte
Die früher üblichen Sackaufzüge mit vertikalem Endlosförderband hatten ein ähnliches Konstruktionsprinzip. Ebenso gehören frühe, ebenfalls schon Paternoster genannte Becherwerke sowie Bandfördergeräte zu den Vorläufern.
Der heute bekannte Paternoster wurde in England entwickelt. Der erste bekannte Paternosteraufzug der Welt wurde 1876 in das General Post Office in London eingebaut. Er entsprach allerdings noch nicht vollständig der späteren Technik, diente dort dem Transport von Paketen und vereinte bereits alle Merkmale der Paternostertechnik: Die ständig zirkulierenden, stets aufrecht stehenden Kabinen (bzw. hier noch Behälter). Er diente später auch der Personenbeförderung.
1882 entwickelte der Engländer Peter Hart die Idee eines Umlaufaufzuges für Personen, seinen Cyclic Lift. Aus der Erfindung von Hart wurde J. E. Hall’s Cyclic Elevator, der von der Firma J. E. Hall 1884 erstmals installiert wurde. Auch diese Anlage entsprach – beispielsweise mit dem auf nur eine Kette beschränkten Antrieb – noch nicht der späteren Technik.
1886 wurde der neu errichtete Dovenhof in Hamburg eingeweiht. Der mit modernster Technik ausgestattete Prototyp der Hamburger Kontorhäuser hatte auch einen Paternoster. Diese erste Anlage außerhalb von Großbritannien verfügte bereits über die später übliche Technik, wurde aber noch wie die englischen Anlagen mit Dampfkraft angetrieben. Zu diesem Zeitpunkt wurden die hafennahen Bereiche Hamburgs mit den wachsenden Handelsbeziehungen zu Stadtvierteln mit modernen Geschäfts- und Kontorgebäuden umgestaltet, wodurch sich in der Folge um 1936 etwas mehr als die Hälfte der in Deutschland gezählten 679 Paternoster-Anlagen in Hamburg befanden. Sie wurden auch spöttisch als Proletenbagger bezeichnet, insbesondere dort, wo sich für den „gehobenen“ Bedarf auch separate, geschlossene Aufzüge (ugs. Bonzenheber) befanden.
Der höchste Paternosteraufzug der Welt befand sich ab 1925 im Hansahochhaus in Köln, danach in Stuttgart im 1927 fertiggestellten Tagblatt-Turm, wo die Anlage in den 1960er Jahren durch zwei Personenaufzüge der Firma Füller & Knörzer ersetzt wurde. 2015 gab es rund 250 Paternoster in Deutschland. 2018 wurde hinter einer Verschalung im Hamburger Flüggerhaus von 1908 ein Paternoster wiederentdeckt. Die bis 2022 instandgesetzte Anlage gilt als ältester erhaltener Paternoster der Welt.
In Österreich ist der Paternoster von 1910 im Haus der Industrie am Wiener Schwarzenbergplatz der älteste bestehende. Dieser ist auch noch in Betrieb.
In der Schweiz war der letzte öffentlich zugängliche Paternoster, eröffnet 1974 im Sportgeschäft Vaucher, als Publikumsmagnet im Modegeschäft Bayard in der Altstadt von Bern bis 2023 in Betrieb.
- Paternoster (von innen) im Detlev-Rohwedder-Haus
- Paternoster (außen) im Detlev-Rohwedder-Haus

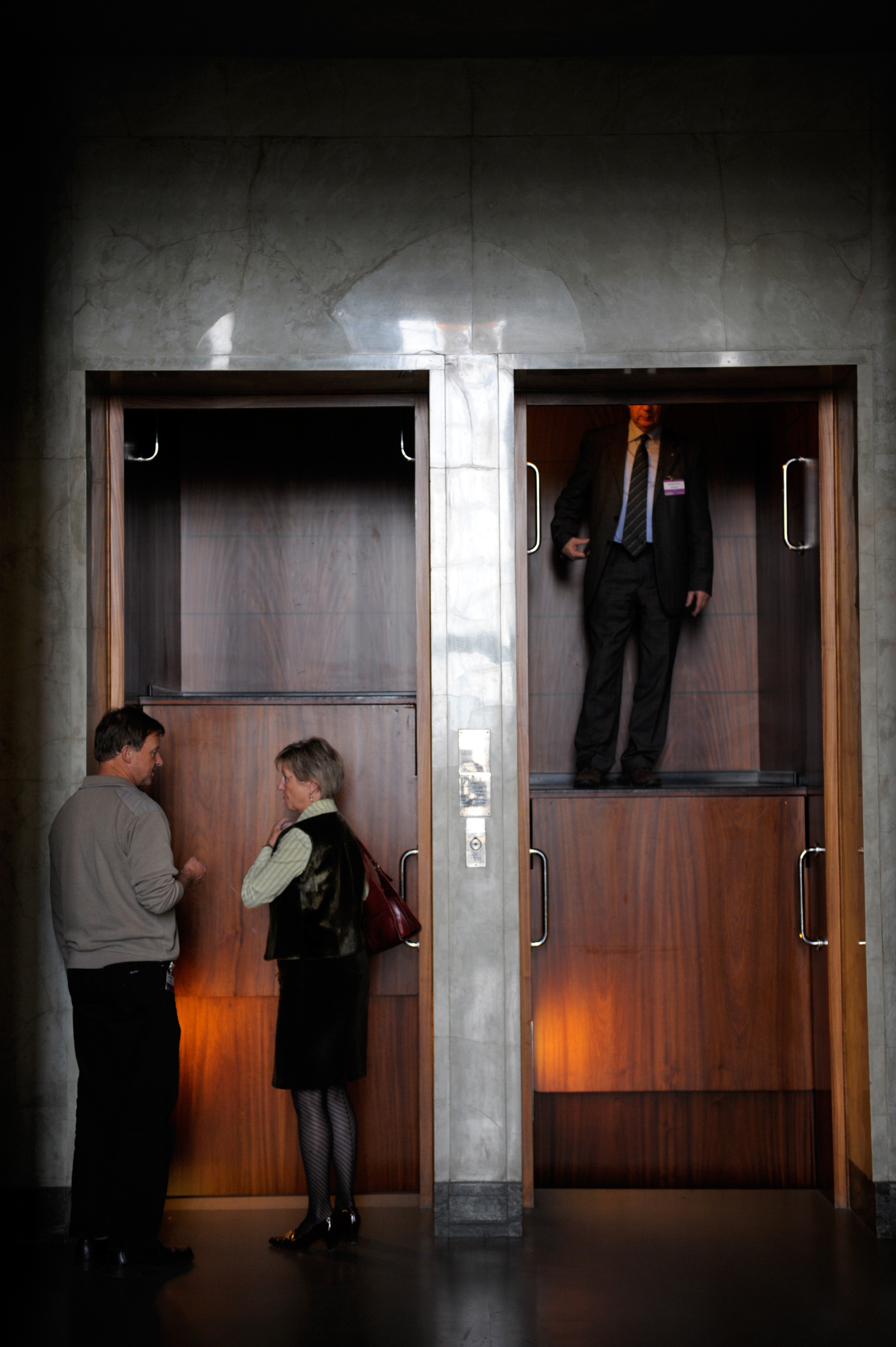
Personen warten auf nächsten Fahrkorb
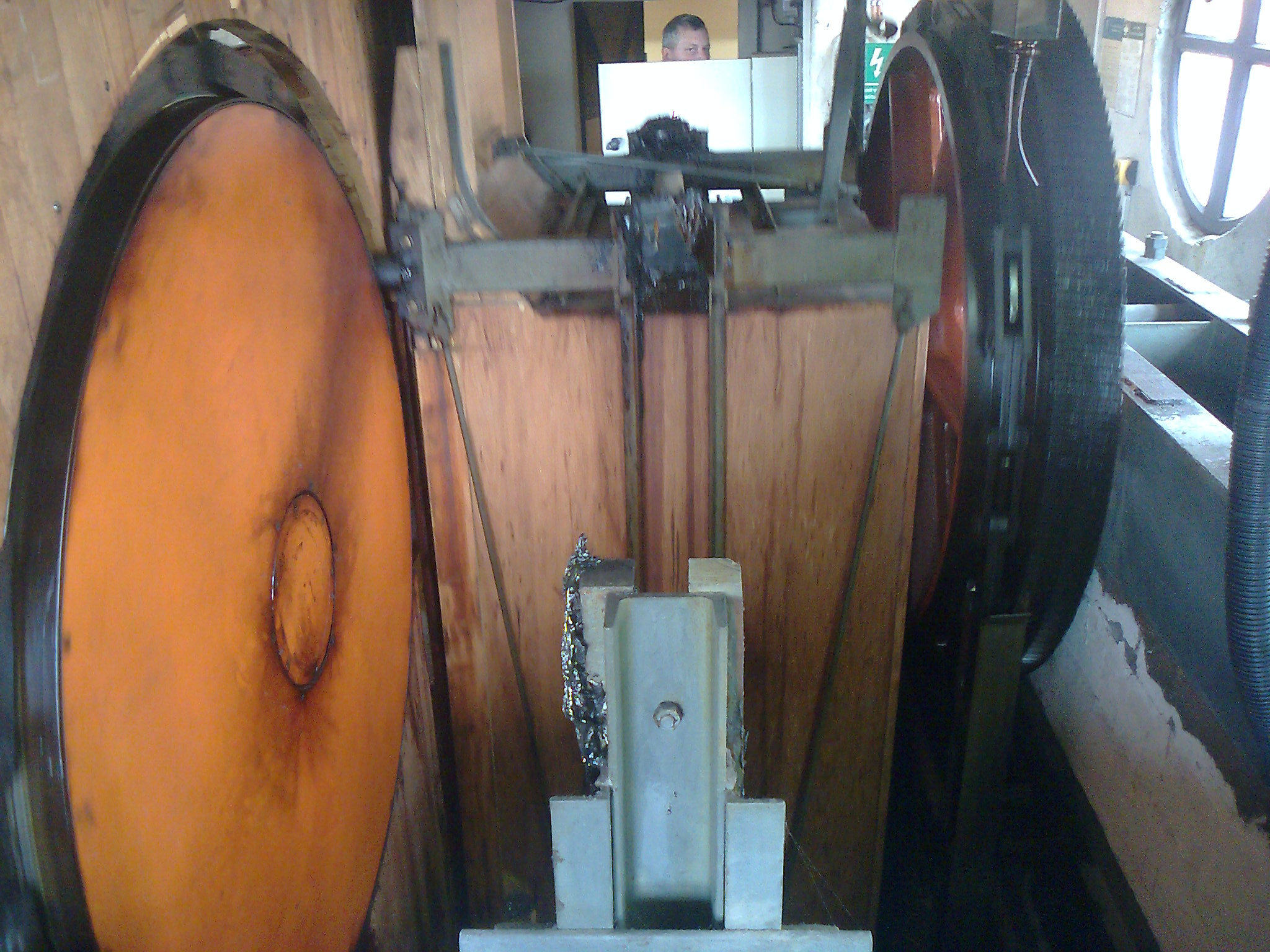
Blick auf die Technik am oberen Wendepunkt
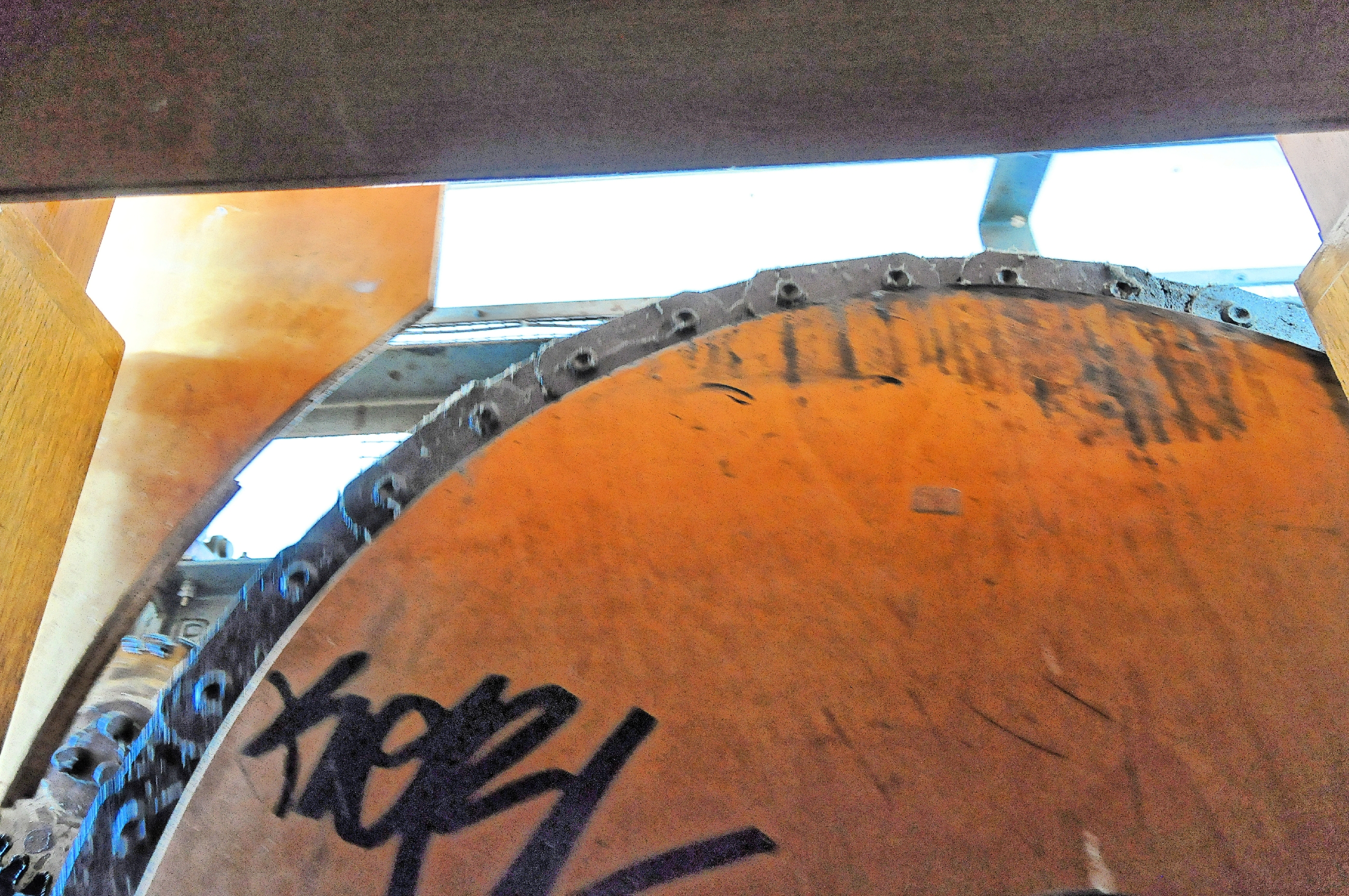
Blick aus dem Fahrkorb am oberen Wendepunkt

## Etymologie
Die Bezeichnung Paternoster (lat. pater noster „unser Vater“) steht mit dem Rosenkranz im Zusammenhang, einer Zählkette für Gebete. Beim Rosenkranz folgt auf zehn kleinere Perlen für je ein Ave Maria eine davon abgesetzte größere für das Vaterunser (lateinisch: Paternoster). Der Rosenkranz wurde regional früher auch als Paternosterschnur bezeichnet, deren Hersteller als Paternostermacher. Auf gleiche Weise sind bei einem Umlaufaufzug die Personenkabinen wie auf einer Schnur aufgefädelt. Die Bezeichnung wurde zuerst von Grubenarbeitern für die Lastenaufzüge verwendet, da diese der Anordnung der Perlen des Rosenkranzes ähnelten.
Scherzhaft wurde ein Paternoster in Deutschland teils auch Beamtenbagger oder Beamtenheber genannt.

## Vor- und Nachteile
Vorteile der Paternosteraufzüge gegenüber anderen Aufzügen sind die ohne längere Wartezeit ständige Verfügbarkeit für beide Richtungen (auf- und abwärts), wodurch insbesondere ein schneller Wechsel zwischen nahe beieinander liegenden Stockwerken möglich ist, sowie die sehr hohe Förderleistung, ähnlich der einer Fahrtreppe. Zwar liegt die Geschwindigkeit eines Paternosters mit etwa 0,25 Metern in der Sekunde unter der eines herkömmlichen Aufzuges, doch ist bei gleich geringem Platzbedarf in der Regel kein Aufzug in der Lage, eine ähnlich große Menge an Personen in der gleichen Zeit zu befördern.
Eine Fahrt über die oberen und unteren Endpunkte ist grundsätzlich ungefährlich, da die Kabine nur umgesetzt, nicht jedoch umgedreht wird. Ein weiterer Vorteil besteht eventuell für Personen, die sonstige Aufzüge wegen der Enge einer vollständig geschlossenen Kabine, wegen der höheren Geschwindigkeit oder wegen der beim Anfahren und Abbremsen wirkenden Kräfte nicht oder ungern nutzen.
Nachteilig ist aufgrund der geringeren Geschwindigkeit die längere Fahrzeit zwischen weiter entfernten Ausstiegen, weshalb ein Einbau in sehr hohe Hochhäuser ausscheidet. Bei stark frequentierten Aufzügen, die bei mehreren Etagen angehalten werden, relativiert sich jedoch die Fahrzeit wieder. Bei einem Paternoster ist zudem der Lastentransport verboten. Auch ist die Unfallgefahr größer; das Betreten bzw. Verlassen der Kabinen während der Fahrt kostet manche Benutzer eine gewisse Überwindung. Für behinderte Personen besteht Sturzgefahr; eine Nutzung durch Rollstuhlfahrer ist nahezu unmöglich. Auch erfordert das Aus- und Einsteigen ähnlich wie bei einer Fahrtreppe besonders für ungeübte Nutzer eine gewisse Konzentration. Aber auch durch Unachtsamkeit und unvorsichtiges Handeln bestehen Gefahren. So ist das Aussteigen tunlichst zu vermeiden, wenn die Kabine die Etage schon deutlich passiert hat, und das Herausklettern aus einem stehengebliebenen Paternoster kann gefährlich sein, wenn der Paternoster in diesem Moment wieder anfährt. Damit ein Einklemmen verhindert wird, sind Paternoster an den Einstiegen auf Höhe der Fußböden der Stockwerke mit nach oben öffnenden Klappen ausgestattet. Dies verhindert ein Einklemmen bei nach oben fahrenden Kabinen. Bei nach unten fahrenden Kabinen sorgt ein Scharnier für ein Wegklappen nach oben-hinten der Kabinenvorderseite.
Ein weiterer Nachteil ist der gegenüber herkömmlichen Aufzügen verminderte Brandschutz, da sich im Falle eines Brandes das Feuer einfach über mehrere Stockwerke eines Hauses ausbreiten kann. Dies ist bei anderen Aufzügen wegen der zumindest bei neueren Anlagen oftmals als Brandschutztüren fungierenden Einstiegstüren nicht so leicht möglich.
Energiebilanz und Geräuschpegel sind unterschiedlich zu beurteilen. Zwar hat ein Aufzug – da er nur fährt, wenn er gebraucht wird – eine bessere Energiebilanz als eine Paternosteranlage, die ständig in Betrieb ist bzw. in Bürogebäuden meist nur nachts abgestellt wird. Allerdings verbraucht auch ein Aufzug im Ruhezustand Strom (u. a. durch die Kabinenbeleuchtung, die bei Paternostern zumeist entfällt). Im direkten Vergleich spielen daher die unterschiedlichen Transportleistungen, verschiedenen Arten sowie Technik und Alter der Anlagen eine Rolle. Zudem verursacht die Paternostermechanik mit ihren Treibketten höhere Reibungsverluste, was eine stärkere Geräuschentwicklung im Verhältnis zu gewöhnlichen Aufzügen mit sich bringen kann. Auch hier spielen unter anderem die Anlageart, der Einbau, das jeweilige Gebäude und vorhandene Maßnahmen zur Schallisolierung sowie Nutzungshäufigkeit und -zeiten eine Rolle, da das klopfende Dauergeräusch des Paternosters nicht zwangsläufig als störender empfunden wird als das zeitweise auftretende Betriebsgeräusch eines anderen Aufzuges.

## Rechtssituation in einzelnen Ländern

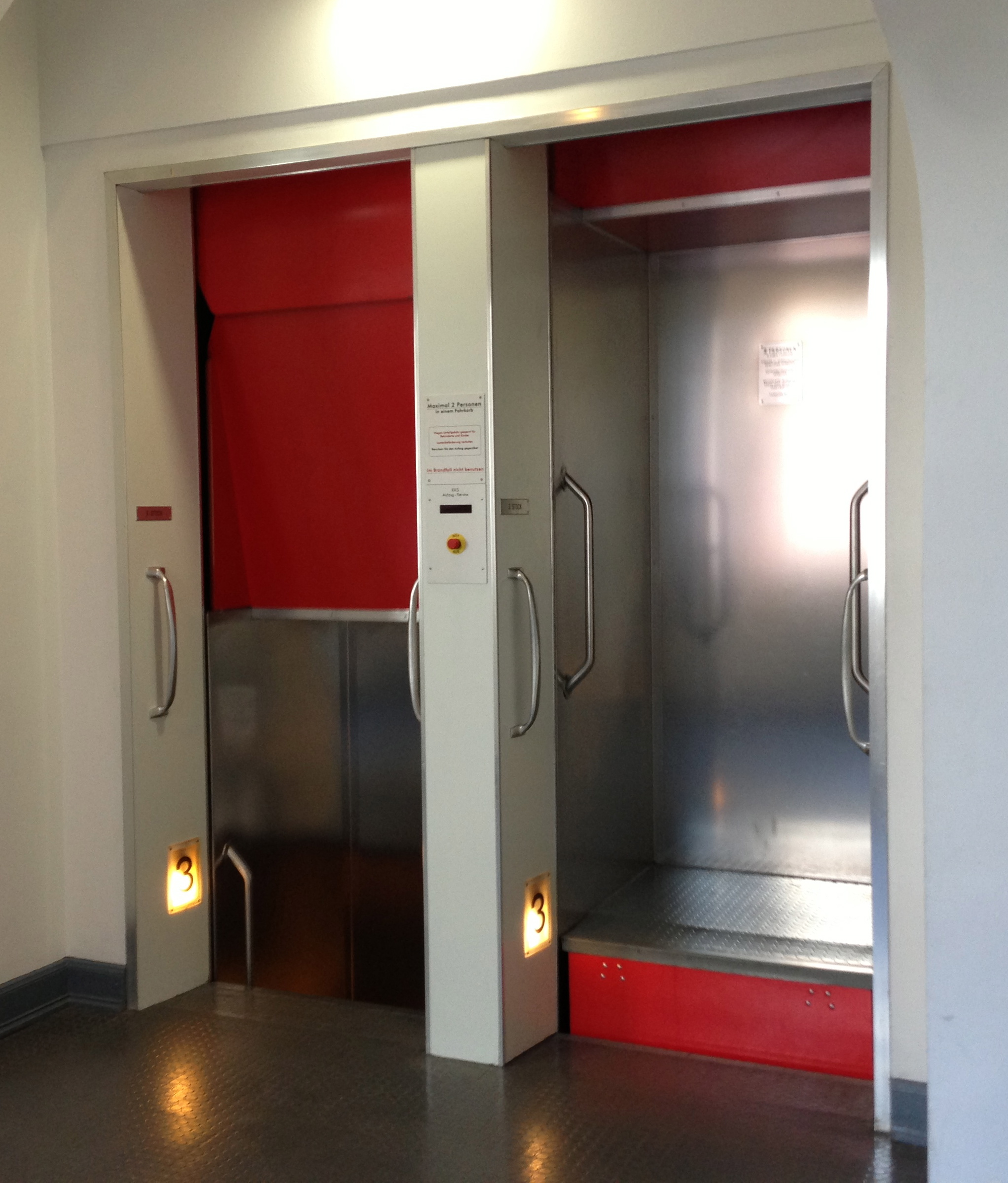
Öffentlicher Paternosteraufzug im Rathaus in Wuppertal

### Deutschland
Seit 1974 dürfen in Westdeutschland keine neuen Paternosteraufzüge mehr in Betrieb genommen werden. 1994 war eine Änderung der Aufzugsverordnung geplant, die eine Stilllegung der bestehenden Anlagen bis 2004 vorsah. Gegen diese Befristung erhob sich Widerstand, unter anderem durch einen eigens in München gegründeten „Verein zur Rettung der letzten Personenumlaufaufzüge“. Der Bundesrat hob deshalb die geplante Änderung auf, so dass die bestehenden Paternoster bis auf Weiteres in Betrieb bleiben konnten. Paternosteraufzüge mussten nach dem Stand der Technik betrieben werden. Die entsprechenden Technischen Regeln wurden seit 1972 in der TRA 500 („Technische Regeln für Aufzüge – Personen-Umlaufaufzüge“) festgelegt (zuletzt 1985 geändert). In der DDR existierte keine solche Einschränkung. So wurde zum Beispiel im Haus der Ministerien, dem heutigen Detlev-Rohwedder-Haus, in dem jetzt das Bundesministerium der Finanzen seinen Sitz hat, noch 1982 der Paternoster erneuert. Bis Juni 2018 waren noch etwa 230 Paternoster in Deutschland in Betrieb.
2009 wurde im Gebäude der Firma Solon (Berlin-Adlershof) ein neuer Paternoster in Betrieb genommen. Er wurde nur genehmigt, weil in dem Gebäude kaum Publikumsverkehr herrscht und der Aufzug über mehrere Sicherheitsmerkmale verfügt. Seine Geschwindigkeit ist mit 0,15 m/s deutlich geringer als jene klassischer Paternoster. Zusätzlich regelt eine Art Ampel, wann ein- und ausgestiegen werden darf. Lichtschranken halten den Aufzug sofort an, falls Benutzer bei „Rot“ die Kabine betreten oder verlassen wollen.

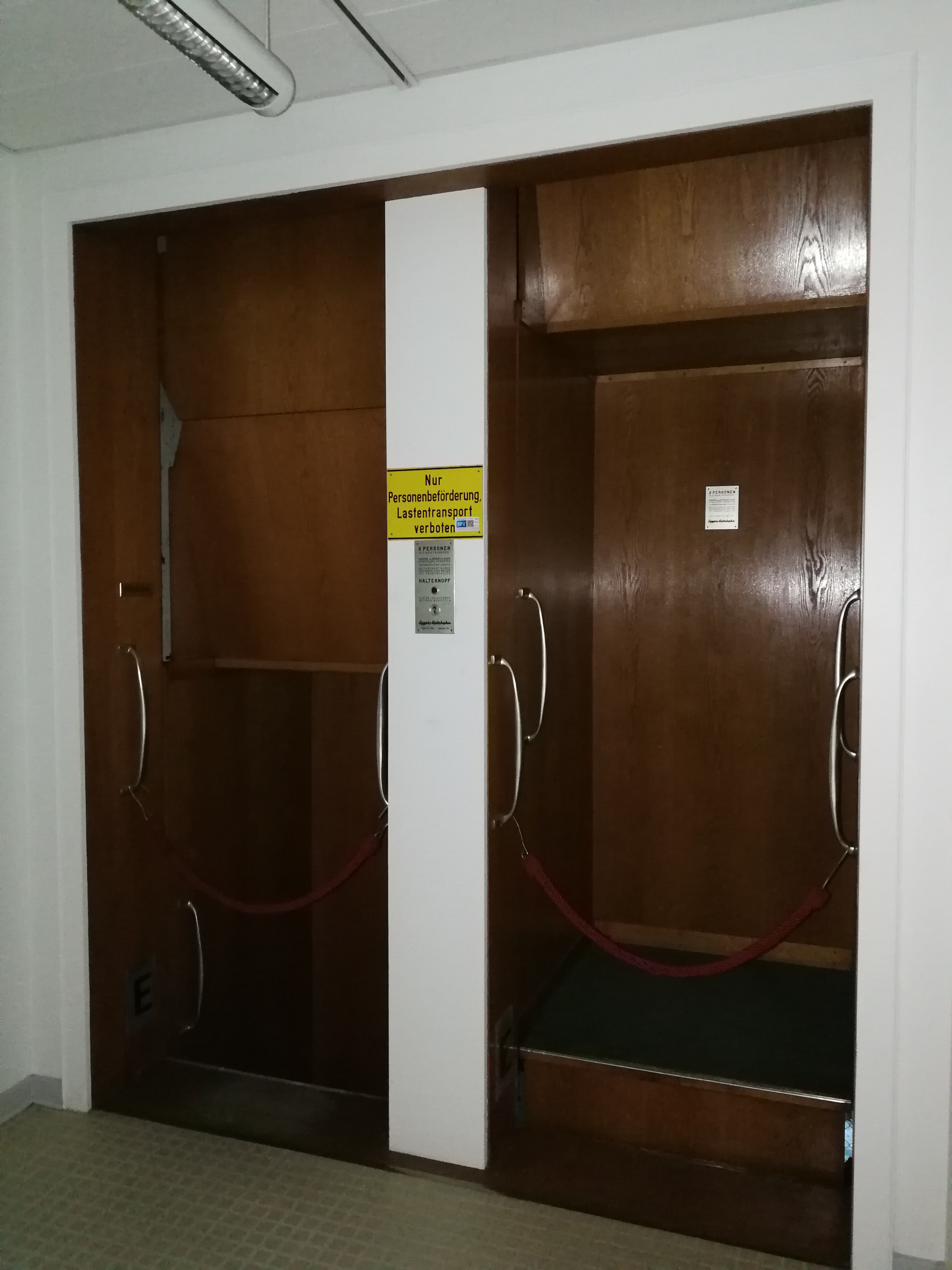
Paternoster im Gothaer Versicherungshaus in Göttingen der Firma Eggers-Kehrhahn

Nach einem Unfall durch unsachgemäße Bedienung durften die Paternoster im I.G.-Farben-Haus in Frankfurt (Main) von Juli bis November 2011 von der Universitätsleitung aus nur noch von Angestellten und Studenten der Johann-Wolfgang-Goethe-Universität einzeln und mit unterweisendem Berechtigungsschein („Paternoster-Führerschein“) benutzt werden, was durch Sicherheitspersonal überwacht wurde. Im November 2011 wurde der „Paternoster-Führerschein“ wieder abgeschafft, da nun zusätzliche Warn- und Hinweisschilder für die Sicherheit der Paternoster-Benutzer ausreichend sein sollten.
Der Anhang 1 Nr. 4.4 der Betriebssicherheitsverordnung verbot den Betrieb von Paternostern im öffentlichen Bereich seit dem 1. Juni 2015. Nach § 22 Abs. 2 Nr. 5 waren Zuwiderhandlungen seitdem ordnungswidrig und konnten mit einer Geldbuße von bis zu 100.000 Euro geahndet werden.  Nachdem sich wie schon 2004 breiter Widerstand regte (u. a. durch die Redaktion der Zeitung Neues Deutschland), ruderte das Bundesarbeitsministerium zurück und kündigte für Herbst 2015 abermals eine Überarbeitung der Betriebssicherheitsverordnung an. Bereits am 24. Juni wurde bekannt, dass die neue Verordnung vom Bundeskabinett „entschärft“ wurde und die Paternoster weiterbetrieben werden dürfen, sofern sich die Betreiber verpflichteten, „durch zusätzliche Maßnahmen Gefährdungen bei der Benutzung zu vermeiden“. Dies bedurfte der Zustimmung des Bundesrats, die am 10. Juli 2015 folgte. Die erforderlichen Maßnahmen umfassen solche technischer Art, Aufklärung über Gefahren und sicheres Verhalten sowie das Verbot, mit dem Aufzug Lasten zu transportieren. Der Paternoster im Stuttgarter Rathaus wurde daraufhin mit einem offiziellen Festakt von dem Bürgermeister Werner Wölfle und dem Umweltminister Franz Untersteller wiedereröffnet.
Eine Wiederentdeckung im  Hamburger Flüggerhaus am Rödingsmarkt, Hausnummer 19: Mit dem Baujahr 1908 könnte dieser Aufzug in dem denkmalgeschützten Kontorhaus der weltweit älteste unverändert erhaltene Paternoster sein. Eingebaut wurde er von der Firma Gustav Adolf Koch. Seine Gestaltung gleicht der eines Modells im nicht mehr erhaltenen Gertig-Haus (ebenfalls geplant von den Architekten Frejtag & Wurzbach). Er versorgt mit 14 Kabinen die sechs Stockwerke des Hauses. Die Wiederinbetriebnahme nach der Renovierung ist für September 2022 vorgesehen. Weitere funktionsfähige Paternosteraufzüge sind im Haus des Rundfunks und im Rathaus Schöneberg in Berlin vorhanden.
2023 gab es zwei tödliche Unfälle mit Paternostern in Braunschweig und Berlin, wo ein älterer Mann zwischen den Etagen eingeklemmt wurde.

### Österreich

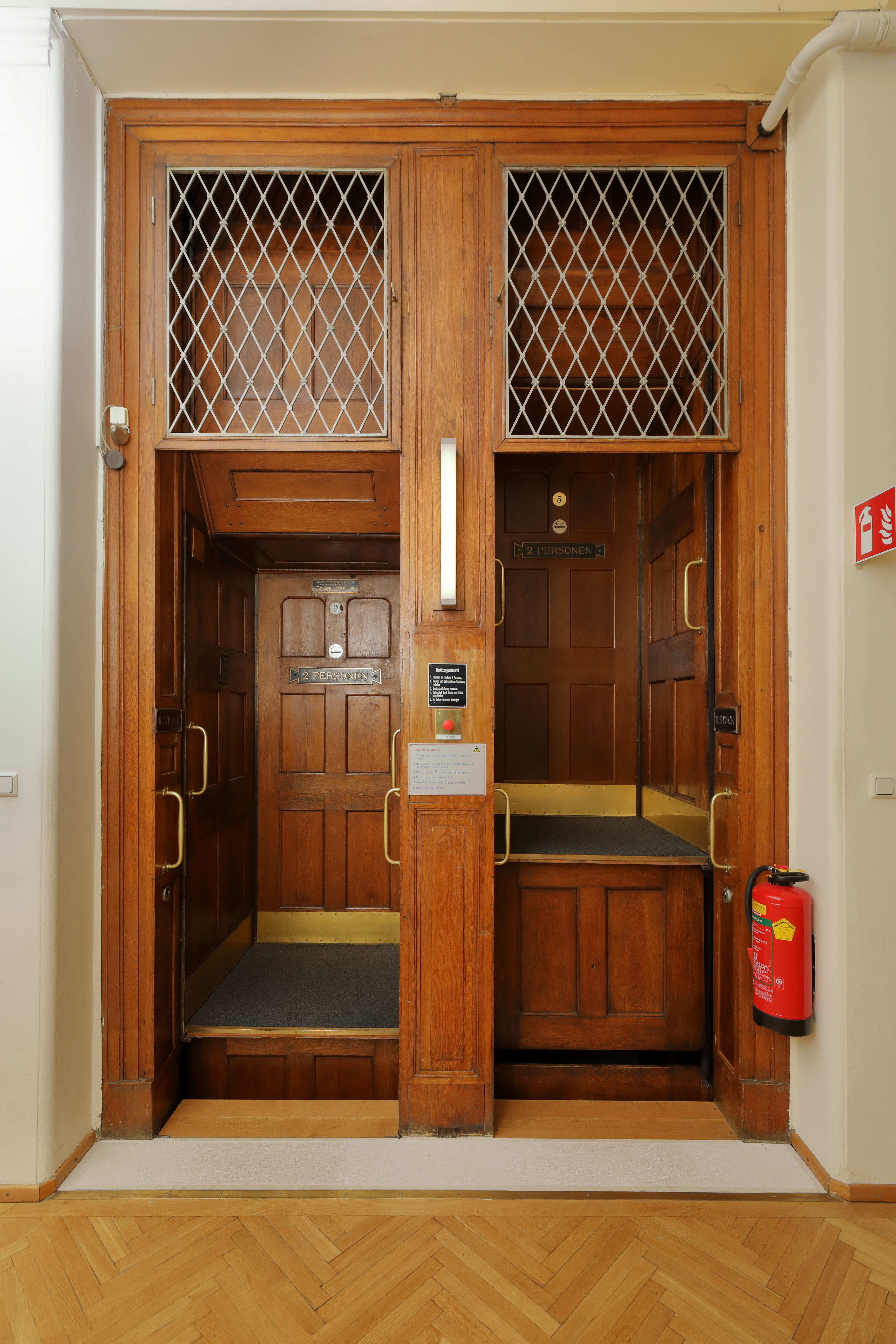
Paternoster von Anton Freissler F. Nr. 6295 (1910) im Wiener Haus der Industrie

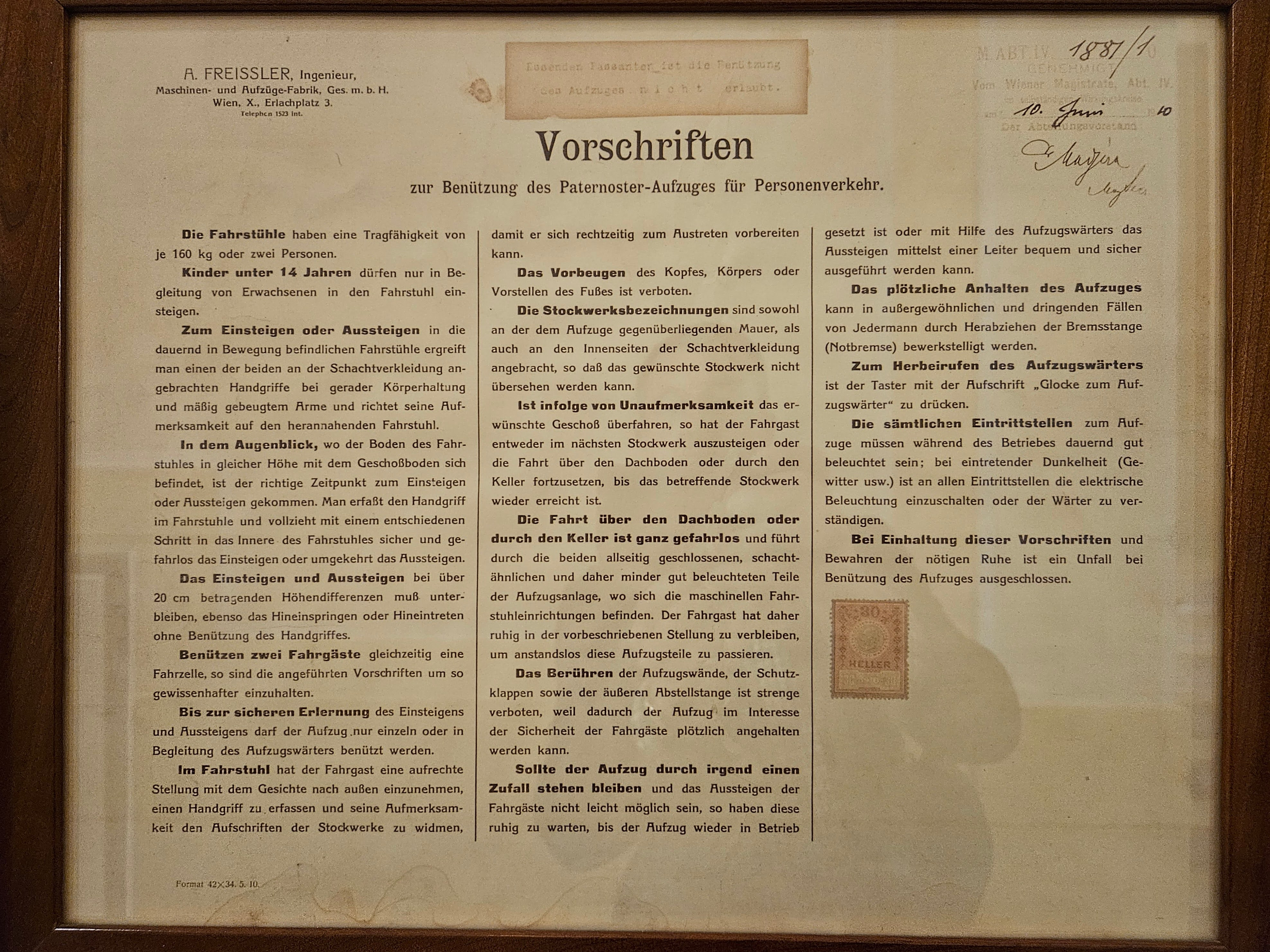
Benutzungsvorschrift des Paternosters im Wiener Haus der Industrie

Einer der bedeutendsten Entwickler von Paternostern in Österreich-Ungarn war Anton Freissler.
In Österreich dürfen seit den 1960er Jahren keine neuen Paternoster zugelassen werden. Es gibt auch keine gültigen Normen mehr für diese Art von Aufzügen, weshalb dem Stand der Technik entsprechende Evaluierungen sehr schwierig sind. Da die Sicherheit über dem Denkmalschutz steht, werden alte Paternosteraufzüge demontiert und durch Standardaufzüge ersetzt. Im Jahr 2007 waren in ganz Österreich noch etwa 20 bis 25 Paternoster in Betrieb.
In Wien waren 2015 – neben dem bis 2022 vermutlich ältesten noch in Betrieb befindlichen elektrischen Paternoster der Welt im Haus der Industrie aus dem Jahre 1911 mit nur 0,2 m/s Geschwindigkeit – noch sechs weitere Paternoster in Betrieb. (siehe Liste)
Die beiden Aufzüge im Bundesrechenzentrum wurden im Jahr 2017 aus vorgeblich wirtschaftlichen Gründen demontiert.

## Sonstiges
Ein filmisches Denkmal wurde dem Paternoster von Doris Dörrie am Ende ihres Films Männer gesetzt. Literarisch verewigten ihn Heinrich Böll in seiner Satire Doktor Murkes gesammeltes Schweigen und Hans Erich Nossack in Paternoster. Ein literarisches Beispiel für eine kriminelle Paternosterjagd liefert David Lodge in seinem Roman Ortswechsel.
In der österreichischen Krimiserie Kommissar Rex kommt in der Folge Der Duft des Todes (Staffel 2, Episode 10) auch am Ende ein Paternoster vor. Während der Heiratsschwindler Hubert Zauner vor Rex (einem deutschen Schäferhund), Kommissar Moser und Stockinger wegrennt, flüchtet er in den Paternoster eines Amtsgebäudes. Rex kann nur zusehen, wie der Widersacher nach unten verschwindet. Durch die langsame Geschwindigkeit können die drei ihn über die Treppen verfolgen. Unten angekommen, warten Rex, Moser und Stockinger auf Zauner, der durch die Umlenkung wieder nach oben fährt. Sie ziehen ihn aus dem Paternoster heraus und verhaften den Heiratsschwindler.
Eine moderne Sage ist die Vorstellung, dass die Kabinen sich am oberen Ende der Anlage umdrehten und kopfüber wieder hinunterführen, sodass es sehr gefährlich sei, versehentlich über das oberste Stockwerk hinaus zu fahren. Deswegen haben manche Menschen Furcht, einen Paternoster zu benutzen. In einem Spot der Mainzelmännchen wurde das scherzhaft dargestellt, ebenso in einem Film mit Charlie Chaplin. Darüber hinaus wurde mit dieser Vorstellung in der Sendung Verstehen Sie Spaß? gespielt: Menschen standen vor dem Paternosteraufzug und sahen, dass andere darin scheinbar kopfüber hinunterfuhren.
Die Kabinen eines Paternosters weisen nur geringe Tiefe und daher keine Beleuchtungskörper auf und erhalten in den Gebäudeetagen Licht durch die mehr als zimmertürhohen Einstiegsbereiche. (Elektrischer Strom für Beleuchtung könnte nur mit beträchtlichem Aufwand über verschleißende Schleifkontakte den von Ketten getragenen Kabinen zugeführt werden.) Dadurch ergibt sich bei der Fahrt eine wechselnde Helligkeit in der Kabine, die beste Beleuchtung jedoch bedarfsgerecht in dem Moment, wenn der Kabinenboden und der Gebäude(etagen)boden gleich hoch liegen und ein- oder ausgestiegen wird. In der oberen und unteren Schleife kann noch geringes Licht einfallen, wenn sie ausreichend etagennah ausgeführt sind. Typisch weist ein Schild mit der Aufschrift „Weiterfahrt ungefährlich“ an der Schachtvorderwand lesbar am Beginn jeder Schleifeneinfahrt beruhigend auf die problemlose Weiterreise hin. Daneben, näher zum Schleifenscheitel und glatt eingelassen in die Schachtwand liegt eine Milchglasleuchte als Beleuchtung im sonst in der Kabine dunkelsten Abschnitt der Fahrtroute.
Von außen ist nur in den zwei obersten und untersten Einstiegsöffnungen des Gebäudes ein Stück weit erkennbar, dass sich die Kabinen und ihre Schürzen in den Schleifen auf Kreisbögen, also auch horizontal seitwärts bewegen. Zur Unterstützung der Seitwärtsbeschleunigung der nur oberhalb der Zelle und damit oberhalb ihres Schwerpunkts aufgehängten Kabine dient eine Führungshilfe an der Rückwand der Kabine. Bei Mitfahrt ist besonders hier in den Umkehren ein leichtes Rumpeln des Bodens zu spüren, das speziell hier eine Horizontalkomponente aufweist.
Die Wuppertaler Schwebebahn wird umgangssprachlich auch schwebender Paternoster genannt.